# Kim Je-deok
Kim Je-deok (kor. 김제덕; * 12. April 2004 in Seoul) ist ein südkoreanischer Bogenschütze und mehrfacher Olympiasieger.

## Karriere
Kim Je-deok qualifizierte sich in den nationalen Ausscheidungskämpfen als einer von drei südkoreanischen Startern bei den 2021 ausgetragenen Olympischen Spielen 2020 in Tokio. Dort ging er im Alter von 17 Jahren in drei Disziplinen an den Start. Im Mixed schloss er mit An San zunächst die Platzierungsrunde auf dem ersten Rang ab und gewann mit ihr auch die nachfolgenden vier Duelle der K.-o.-Runde. Mit 5:3 besiegten Kim und An im Finale das niederländische Duo Steve Wijler und Gabriela Schloesser und sicherten sich so die Goldmedaille. Im anschließenden Mannschaftswettbewerb setzte sich Kims Erfolg fort: nach Rang eins in der Platzierungsrunde besiegte die südkoreanische Mannschaft, zu der außerdem noch Kim Woo-jin und Oh Jin-hyek gehörten, nacheinander die Mannschaften Indiens, Japans und Chinesisch Taipehs, sodass Kim erneut Olympiasieger wurde. Im Einzel gelang es Kim zum dritten Mal in Folge, die Platzierungsrunde an der Spitze zu beenden. Bereits in der zweiten Runde unterlag er jedoch Florian Unruh nach 3:1-Führung noch mit 3:7 und schied vorzeitig aus.
Bei der Weltmeisterschaft 2023 in Berlin gewann Kim Gold in der Mannschaft (mit Kim Je-deok und Lee Woo-seok). In derselben Besetzung gelang der südkoreanischen Mannschaft in Paris bei den Olympischen Spielen 2024 der erneute Olympiasieg. Im Einzel schied Kim im Viertelfinale gegen Brady Ellison mit 0:6 aus.